# Simon Sinas
Simon von Sina o Simon Sinas (en griego: Σίμων Σίνας; 1810-1876) fue un banquero austríaco, aristócrata, benefactor y diplomático de origen griego. Patrocinó instituciones científicas (especialmente astronómicas) en su país.

## Biografía
Simon Sinas nació el 15 de agosto de 1810 en Viena. De origen griego, su familia procedía de Moscopole.
Sirvió como cónsul griego en Viena, y más adelante como ministro de Austria, del Reino de Baviera, y de Alemania. Hijo de Georgios Sinas, también mecenas y diplomático, Sinas amplió el negocio de su padre. 
Realizó donaciones importantes a diversas fundaciones educativas y científicas en Austria, Hungría y Grecia. Durante su época como embajador griego en Viena, organizó en el Palacio Sina recepciones denominadas el "Baile Griego", actos para los que Johann Strauss compuso la Hellenen-Polka (Polka Griega) op. 203.
Sinas se convirtió en director del Banco Nacional de Austria y también estableció la casa bancaria Simon Georg Sina en Viena. Tras el final de la Guerra de los Ducados (o guerra germano-danesa) en 1864, financió el transporte de regreso de las fuerzas austriacas de la región de Schleswig-Holstein. Desde 1874 en adelante, Sinas ocupó un puesto en el Herrenhaus de Austria.
Sinas fue mecenas y fundador entre otras instituciones de la Academia Húngara de Ciencias de Budapest, de la Iglesia Ortodoxa Griega de la Santísima Trinidad en Viena, de la Catedral Ortodoxa de Atenas y de la Academia de Atenas.
Su padre había hecho posible la fundación del Observatorio Nacional de Atenas. Puesto que Sinas también patrocinó a una serie de instituciones astronómicas, el cráter lunar Sinas lleva este nombre en su memoria.
Murió en Viena el 15 de abril de 1876.

### Citas
1. 1 2  Dent, 2007, p. 9: "...Count Simon Sina, a banker, aristocrat and landowner of Greek origin, and one of the wealthiest men of his day. His father, George Sina had been a chief financier backing the construction of the Chain Bridge."
2. 1 2 3 4 5  Killy y Vierhaus, 2005, p. 346: "Sina, Simon Georg, from 1832 onwards Baron von Hodos und Kisidia, Austrian banker, * 15.8.1810, Vienna; † 15.4.1876, Vienna. S., the son of Georg Simon → S., founded the banking house of Simon Georg Sina in Vienna and was director of the Austrian National Bank. In 1864 he financed the return transport of the Austrian troops from Schleswig-Holstein following the German-Danish War. S. was a member of the board of management of the General Hungarian Credit Bank and the board of administration of the Rossitz mining company. He was also a member of the executive senate of the Hungarian Academy of Sciences and the Academy of Fine Arts in Vienna. S. held a seat in the Austrian Herrenhaus from 1874 onwards."
3. 1 2  Killy y Vierhaus, 2005, p. 346: "Sina, Georg Simon, from 1832 onwards Baron von Hodos und Kisidia, Austrian banker, y* 20.11.1782, Moschopolis; † 18.5.1856, Vienna. S., the son of a merchant, worked mainly in the banking sector. Together with Salomon Mayer von → Rothschild, he was involved in all state loans and their associated share issues from 1830 onwards. He owned numerous domains in Lower Austria, Bohemia, Moravia and Hungary and possessed shares in a large number of financial and economic ventures. Among other things, he was deputy governor of the Austrian National Bank and president of the State Railway Company. He played a leading role in the expansion of the Hungarian railway network and financed the construction of the Chain Bridge over the Danube between Buda and Pest, which was built between 1842 and 1849. After Rothschild, S. was regarded as the second richest man in Austria. He was the father of Simon Georg → S."
4. 1 2  Moscow Patriarchate, 1978, p. 84: "A son of the rich Greek family of Sina, Simon Sina the Younger did many good works, contributing large sums of money for the building of Athens University and the Hungarian Academy of Sciences, the Art Gallery, the Institute for the Blind, hospitals, schools and in particular Orthodox Churches and other ecclesiastical institutions."
5. ↑  «Η Ίδρυση του Αστεροσκοπείου Αθηνών» (en griego). Εθνικόν Αστεροσκοπείον Αθηνών. 2013.
6. ↑  Rükl y Rackham, 1991, p. 98: "Sinas [8.8°N, 31.6°E] Simon Sinas, 1810–1876. Greek merchant, patron of astronomers, bequeathed Athens Observatory. Circular crater (12.4 km/2260 m)."

## Lectura adicional
- Stoianovich, Traian (June 1960). «The Conquering Balkan Orthodox Merchant». The Journal of Economic History 20 (2): 234-313.

- Datos: Q113821
- Multimedia: Simon Sina / Q113821